# Alejandro Grimaldo
Alejandro Grimaldo García (Valencia, 20 september 1995) is een Spaans voetballer die doorgaans als linksback speelt. Hij verruilde Benfica in juli 2023 voor Bayer Leverkusen. Hij debuteerde in november 2023 in het Spaans voetbalelftal.

## Clubvoetbal

### FC Barcelona
Grimaldo speelde in de jeugdteams van Valencia, tot hij in 2008 werd opgenomen in de jeugdopleiding van FC Barcelona. Hier ging hij als linksback voor de Infantil A spelen. Hij kwam vanaf 2010 vervolgens uit voor de Juvenil-elftallen. Grimaldo werd op 4 september 2011 de jongste debutant ooit in het tweede elftal van Barcelona in de Segunda División A, als basisspeler tegen FC Cartagena. Op een leeftijd van 15 jaar en 349 dagen verdreef hij Haruna Babangida als recordhouder. Grimaldo werd in juli 2012 officieel lid van de selectie van het tweede elftal, maar miste door een zware knieblessure vrijwel heel seizoen 2012/13. Grimaldo maakte 4,5 jaar deel uit van FC Barcelona B. Een debuut in het eerste bleef uit. Wel speelde hij 92 wedstrijden voor FC Barcelona B, waarin hij tot acht goals kwam.

### Benfica
Grimaldo tekende in januari 2016 bij Benfica. Hiervoor speelde hij datzelfde seizoen zijn eerste wedstrijden in het eerste elftal, in de Primeira Liga. Coach Rui Vitória promoveerde hem voor het begin van seizoen 2016/17 tot basisspeler. Hij kwam daarbij ook voor het eerst uit in de Champions League, tegen Beşiktaş, Napoli en Dynamo Kiev.  Hij moest vanaf eind oktober alleen weer ruim vijf maanden herstellen van een nieuwe blessure. Grimaldo werd in 2017/18 dan toch een stabiele basisspeler bij Benfica. Hij speelde in de volgende zes seizoenen gemiddeld ruim dertig speelronden per jaar. Hij werd in zijn tijd bij de Portugese club vier keer landskampioen en won zowel de Taça de Portugal als de Taça da Liga. Daarnaast bereikte hij in zowel 20221/22 als 2022/23 de kwartfinale van de Champions League met Benfica. Zijn ploeggenoten en hij werden in beide seizoenen uigeschakeld door de latere verliezend finalist. Grimaldo besloot na 7,5 jaar in Portugal om zijn contract niet meer te verlengen. Hij speelde liefst 303 wedstrijden voor Benfica, waarin hij goed was voor 27 goals en 66 assists.

### Bayer Leverkusen
Hij verruilde Benfica in juli 2023 voor Bayer Leverkusen, de nummer zes van Duitsland in het voorgaande seizoen. Hij maakte op 12 augustus in de bekerwedstrijd met FC Teutonia Osnabrück met een assist zijn debuut voor Bayer. Een week later debuteerde hij tegen RB Leipzig (3-2 overwinning) in de Bundesliga. Op 15 september scoorde hij titelconcurrent FC Bayern München zijn eerste doelpunt voor Bayer. Op 26 oktober scoorde hij in de UEFA Europa League tegen FK Qarabağ (5-1) twee doelpunten. Op 4 november scoorde hij opnieuw tweemaal, ditmaal in de competitie tegen TSG 1899 Hoffenheim, dat daardoor met 2-3 verloor. 
Grimaldo was samen met Jeremie Frimpong van enorm belang als wingback in een 3-4-2-1 systeem dat door trainer Xabi Alonso werd gehanteerd. Dat seizoen haalde hij voor het eerst de dubbele cijfers wat betreft aantal doelpunten. In totaal was hij goed voor twaalf goals en twintig assists, het beste seizoen uit zijn carrière. Op 14 april won hij met Bayer de Bundesliga door Werder Bremen met 5-0 te verslaan. Het was de eerste keer in de clubgeschiedenis. Hoewel hij de DFB-Pokal ook won dat seizoen, was de enige wedstrijd die Bayer Leverkusen dat seizoen verloor de Europa League-finale tegen Atalanta Bergamo. 

## Clubstatistieken
| Seizoen         | Club             | Competitie         | Competitie | Competitie | Beker | Beker | Europa | Europa | Totaal | Totaal |
| Seizoen         | Club             | Competitie         | Wed.       | Dlp.       | Wed.  | Dlp.  | Wed.   | Dlp.   | Wed.   | Dlp.   |
| --------------- | ---------------- | ------------------ | ---------- | ---------- | ----- | ----- | ------ | ------ | ------ | ------ |
| 2011/12         | FC Barcelona B   | Segunda División A | 1          | 0          | 0     | 0     | —      | —      | 1      | 0      |
| 2012/13         | FC Barcelona B   | Segunda División A | 24         | 0          | 0     | 0     | —      | —      | 24     | 0      |
| 2013/14         | FC Barcelona B   | Segunda División A | 14         | 0          | 0     | 0     | —      | —      | 14     | 0      |
| 2014/15         | FC Barcelona B   | Segunda División A | 36         | 6          | 0     | 0     | —      | —      | 36     | 6      |
| 2015/16         | FC Barcelona B   | Segunda División B | 17         | 2          | 0     | 0     | —      | —      | 17     | 2      |
| 2015/16         | Benfica          | Primeira Liga      | 2          | 0          | 3     | 0     | 0      | 0      | 5      | 0      |
| 2016/17         | Benfica          | Primeira Liga      | 14         | 2          | 3     | 0     | 4      | 0      | 21     | 2      |
| 2017/18         | Benfica          | Primeira Liga      | 28         | 1          | 4     | 0     | 4      | 0      | 36     | 1      |
| 2018/19         | Benfica          | Primeira Liga      | 34         | 4          | 5     | 0     | 15     | 3      | 54     | 7      |
| 2019/20         | Benfica          | Primeira Liga      | 26         | 0          | 6     | 1     | 8      | 0      | 40     | 1      |
| 2020/21         | Benfica          | Primeira Liga      | 31         | 2          | 5     | 0     | 7      | 0      | 43     | 2      |
| 2021/22         | Benfica          | Primeira Liga      | 29         | 5          | 5     | 1     | 14     | 0      | 48     | 6      |
| 2022/23         | Benfica          | Primeira Liga      | 33         | 5          | 7     | 1     | 14     | 2      | 54     | 8      |
| 2023/24         | Bayer Leverkusen | Bundesliga         | 33         | 10         | 6     | 0     | 12     | 2      | 51     | 12     |
| Carrière totaal | Carrière totaal  | Carrière totaal    | 322        | 37         | 44    | 3     | 78     | 7      | 444    | 47     |

## Interlandcarrière
Grimaldo kwam uit voor verschillende Spaanse nationale jeugdselecties vanaf Spanje –16. Hij won met Spanje –19 het EK –19 van 2012. Hij speelde tijdens dat toernooi alle vijf de wedstrijden van de Spaanse ploeg van begin tot eind. 
Op 16 november 2023 maakte hij als speler van Bayer Leverkusen zijn debuut voor Spanje, in de EK-kwalificatiewedstrijd tegen Cyprus, waarin hij meteen goed was voor een assist, op de 0–2 van Mikel Oyarzabal. Hij werd op 7 juni 2024 door bondscoach Luis de la Fuente opgenomen in de Spaanse selectie voor het EK 2024 in Duitsland. Spanje won zijn groepswedstrijden tegen Kroatië, Italië en Albanië voordat het in de knock-outfase Georgië, Duitsland en Frankrijk uitschakelde. De finale werd met 2–1 gewonnen tegen Engeland, waarmee Spanje voor de vierde keer Europees kampioen werd. Grimaldo kwam enkel tegen Albanië en Georgië in actie.
| Interlands van Alejandro Grimaldo voor Spanje | Interlands van Alejandro Grimaldo voor Spanje | Interlands van Alejandro Grimaldo voor Spanje | Interlands van Alejandro Grimaldo voor Spanje | Interlands van Alejandro Grimaldo voor Spanje | Interlands van Alejandro Grimaldo voor Spanje |
| №                                             | Datum                                         | Wedstrijd                                     | Uitslag                                       | Competitie                                    | Goals                                         |
| Als speler bij Bayer Leverkusen               | Als speler bij Bayer Leverkusen               | Als speler bij Bayer Leverkusen               | Als speler bij Bayer Leverkusen               | Als speler bij Bayer Leverkusen               | Als speler bij Bayer Leverkusen               |
| --------------------------------------------- | --------------------------------------------- | --------------------------------------------- | --------------------------------------------- | --------------------------------------------- | --------------------------------------------- |
| 1.                                            | 16 november 2023                              | Cyprus – Spanje                               | 1 – 3                                         | Kwalificatie EK 2024                          |                                               |
| 2.                                            | 22 maart 2024                                 | Spanje – Colombia                             | 0 – 1                                         | Vriendschappelijk                             |                                               |
| 3.                                            | 5 juni 2024                                   | Spanje – Andorra                              | 2 – 1                                         | Vriendschappelijk                             |                                               |
| 4.                                            | 8 juni 2924                                   | Spanje – Noord-Ierland                        | 5 – 1                                         | Vriendschappelijk                             |                                               |
| 5.                                            | 24 juni 2024                                  | Albanië – Spanje                              | 0 – 1                                         | EK 2024                                       |                                               |
| 6.                                            | 5 juli 2024                                   | Spanje – Georgië                              | 4 – 1                                         | EK 2024                                       |                                               |

Bijgewerkt op 9 juli 2024.

## Erelijst
| Competitie                    | Aantal  | Jaren                              |
| Benfica                       | Benfica | Benfica                            |
| ----------------------------- | ------- | ---------------------------------- |
| Primeira Liga                 | 4×      | 2015/16, 2016/17, 2018/19, 2022/23 |
| Beker van Portugal            | 1×      | 2016/17                            |
| Taça da Liga                  | 1×      | 2015/16                            |
| Supertaça Cândido de Oliveira | 3×      | 2016, 2017, 2019                   |
| Bayer Leverkusen              |         |                                    |
| Bundesliga                    | 1×      | 2023/24                            |
| DFB-Pokal                     | 1x      | 2023/24                            |
| Spanje –19                    |         |                                    |
| Europees kampioen –19         | 1×      | 2012                               |
| Spanje                        |         |                                    |
| Europees kampioenschap        | 1x      | 2024                               |

1 Hrádecký  ·
3 Hincapié ·
4 Tah ·
5 Hermoso ·
7 Hofmann ·
8 Andrich ·
10 Wirtz ·
11 Terrier ·
12 Tapsoba ·
13 Arthur ·
14 Schick ·
16 Buendía ·
17 Kovář ·
18 Sarco ·
19 Tella ·
20 Grimaldo ·
21 Adli ·
22 Boniface ·
23 Mukiele ·
24 García ·
25 Palacios ·
30 Frimpong ·
34 Xhaka ·
36 Lomb ·
44 Belocian ·
Coach: Alonso
1 Raya ·
2 Carvajal ·
3 Le Normand ·
4 Nacho ·
5 Vivian ·
6 Merino ·
7 Morata  ·
8 Ruiz ·
9 Joselu ·
10 Olmo ·
11 Torres ·
12 Grimaldo ·
13 Remiro ·
14 Laporte ·
15 Baena ·
16 Rodri ·
17 Williams ·
18 Zubimendi ·
19 Yamal ·
20 Pedri ·
21 Oyarzabal ·
22 Navas ·
23 Simón ·
24 Cucurella ·
25 López ·
26 Pérez ·
Coach: De la Fuente